# Каєтан Душинський
Каєтан Душинський (пол. Kajetan Duszyński; нар. 12 травня 1995) — польський легкоатлет, який спеціалізується у біг на короткі дистанції.

## Із життєпису
Олімпійський чемпіон у змішаному естафетному бігу 4×400 метрів (2021). Перемога була здобута з новим рекордом Європи в цій дисципліні (3.09,87).
Фіналіст (5-е місце) Олімпійських ігор у чоловічій естафеті 4×400 метрів (2021).
Бронзовий призер Універсіади в естафеті 4×400 метрів (2019).
Бронзовий призер командного чемпіоната Європи в естафеті 4×400 метрів (2021).
Дворазовий срібний призер чемпіонатів Європи серед молоді в естафеті 4×400 метрів (2015, 2017).
Чемпіон Польщі у бігу на 400 метрів (2021).
Чемпіон Польщі в приміщенні у бігу на 400 метрів (2020).
Тренується у Лодзі під керівництвом польського спеціаліста Кшиштофа Венглярського (пол. Krzysztof Węglarski).
Випускник Лодзького політехнічного університета за напрямком біотехнологій.

## Основні міжнародні виступи
| Рік  | Змагання                      | Місто             | Місце            | Дисципліна | Примітки         |
| ---- | ----------------------------- | ----------------- | ---------------- | ---------- | ---------------- |
| 2014 | Чемпіонат світу серед юніорів | Юджин             | 3заб5            | 4×400 м    |                  |
| 2015 | Чемпіонат Європи серед молоді | Таллінн           | 1заб5            | 400 м      |                  |
| 2015 | 2                             | 4×400 м           |                  |            |                  |
| 2017 | Чемпіонат Європи серед молоді | Бидгощ            |                  | 400 м      |                  |
| 2017 | 2                             | 4×400 м           |                  |            |                  |
| 2017 | Чемпіонат світу               | Лондон            |                  | 4×400 м    |                  |
| 2017 | Універсіада                   | Тайбей            |                  | 4×400 м    |                  |
| 2018 | Чемпіонат Європи              | Берлін            |                  | 4×400 м    | Відео на YouTube |
| 2019 | Світові естафети              | Йокогама          | 2ф7              | 4×400 м    |                  |
| 2019 | 4×400 м (змішана)             |                   |                  |            |                  |
| 2019 | Універсіада                   | Неаполь           | 3                | 4×400 м    |                  |
| 2021 | Чемпіонат Європи в приміщенні | Торунь            | 2пф3             | 400 м      |                  |
| 2021 | Світові естафети              | Хожув             | 3заб3            | 4×400 м    |                  |
| 2021 | Командний чемпіонат Європи    | Хожув             | 3                | 4×400 м    | Відео на YouTube |
| 2021 | Олімпійські ігри              | Токіо             |                  | 4×400 м    | Відео на YouTube |
| 2021 | 1                             | 4×400 м (змішана) | Відео на YouTube |            |                  |